# 伍德本 (奧勒岡州)
伍德本（Woodburn）是美國奧勒岡州馬里昂縣的一座城市，位於威拉米特谷，有5號州際公路經過。根據2020年人口普查，當地人口為26,013人。該城市建於1889年。该市总面积为13.91平方公里，而且全部为陆地。

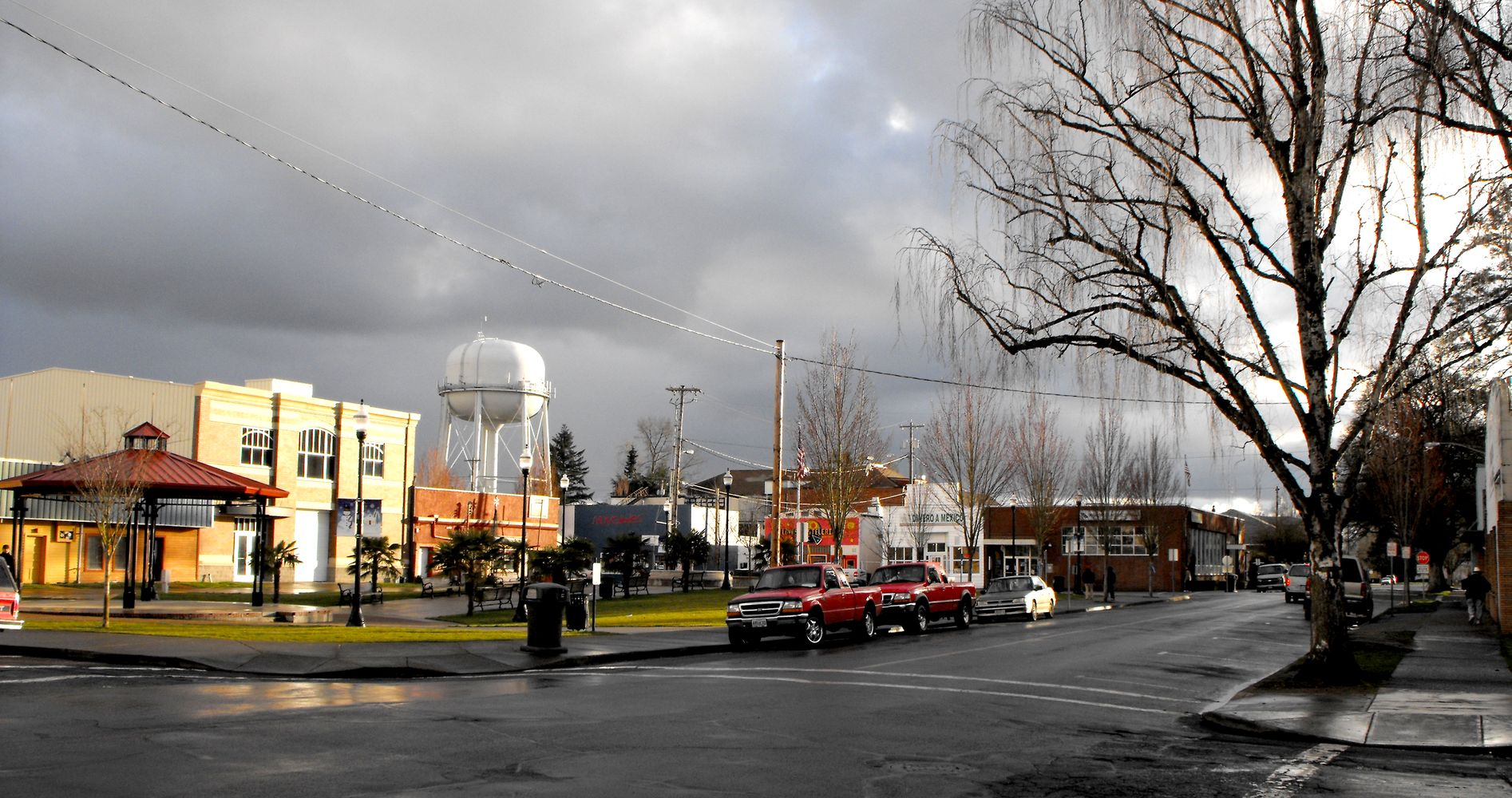
伍德本